# 老河口东站

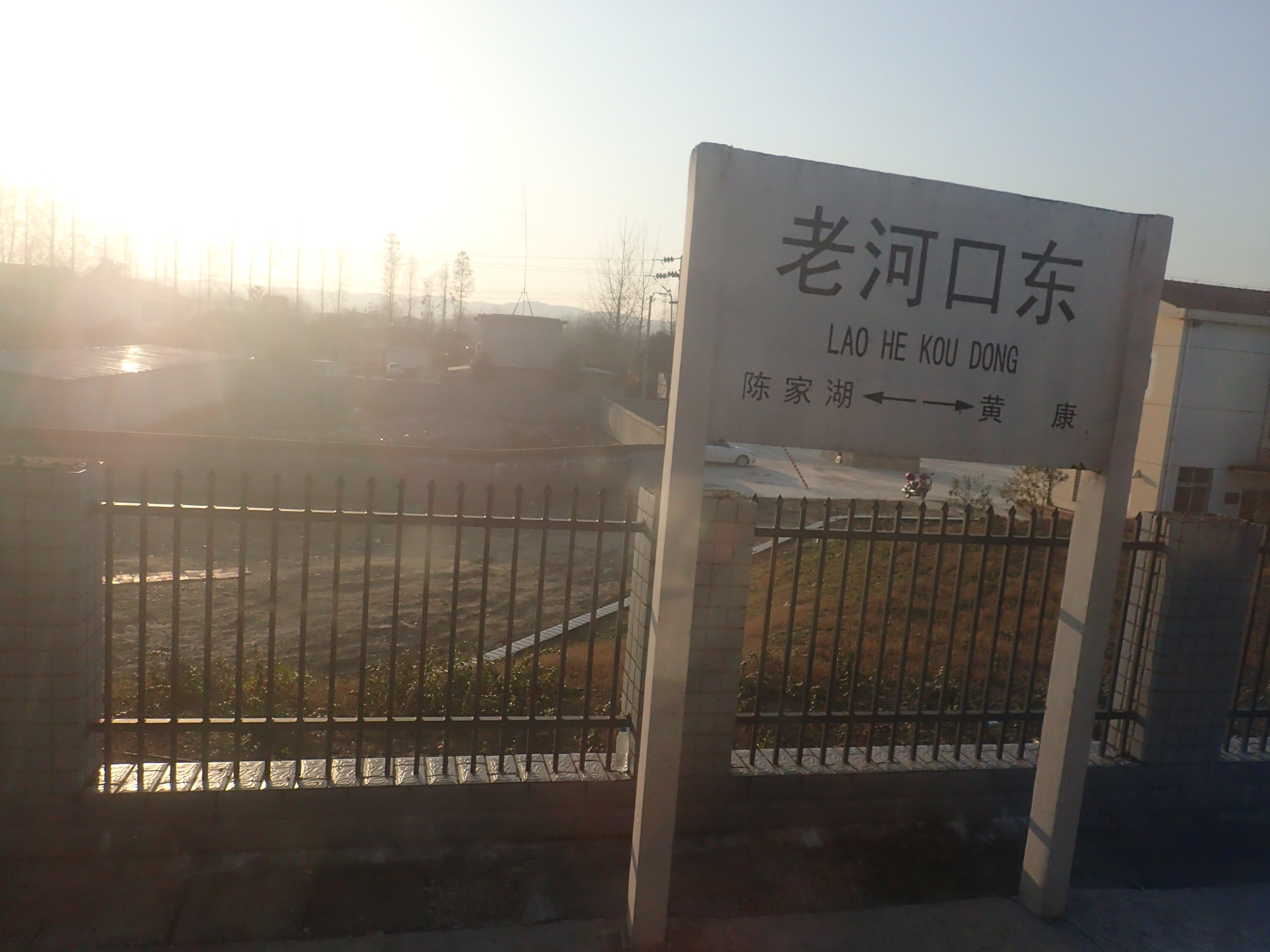
2017年，列车上拍摄的老河口东站站牌

老河口东站是一个汉丹线和襄渝线上的铁路车站，位于湖北省襄阳市老河口市仙人渡镇莫家营村，目前为四等站，邮政编码为441803。车站由武汉局集团十堰车务段管理，目前不办理客货运业务。该站在客运运价里程表中为襄渝线的零公里点，往十堰、汉口方向为复线电气化铁路，丹江方向为单线非电气化铁路，部分进出汉丹铁路丹江方向货物列车需在本站换挂。
车站原名莫家营站，1972年作为襄渝铁路和汉丹铁路的接轨车站而开站:186。